# 彬州市
彬州市，旧称邠县、彬县，位于中国陕西省西部、泾河中游，是咸阳市所辖的一个县级市；地处渭北塬，南距咸阳120公里，北距甘肃平凉160公里，是连接秦陇的咽喉要道。区域总面积为1202平方公里。常住人口为30.02万人。素有“丝路明珠”、“山水豳风”之美誉。

## 历史沿革
先秦时期，此地属豳国。秦置漆县，属内史。汉献帝兴平元年（194年）初设新平郡，辖漆县、鹑觚县等；自此，这里一直有州、县两级政权设置。隋朝，新平郡一度被撤，改设“新平县”，后又恢复郡制。唐时，改新平郡为豳州，初辖新平、三水、永寿、宜禄4县；开元十三年（725年），改“豳州”为“邠州”，并沿袭至清末。中华民国二年（1913年），裁州设县，称邠县。
国共内战中期，邠县地处中国共产党建立的陕甘宁边区的南部边沿地带。1935年8月，成立正栒邠革命委员会，领导甘肃正宁县，陕西栒邑县和邠县的永乐、曹家店地区的革命斗争；1936年1月，正栒邠革命委员会易名新正县苏维埃政府。1947年10月，邠县县政府成立，隶属关中分区；1949年5月，边区政府设“邠县分区”，辖邠县、栒邑、永寿、长武、醴泉、乾县、麟游7县；7月24日，中共接管邠县全境政权。
陕西省人民政府成立后，1950年5月，撤销“邠县分区”，邠县隶属宝鸡专区；1956年，改为省辖县；1958年，实行大县建制时，长武、栒邑并入邠县，直属省政府；1961年8月，撤销大县建制，恢复原邠县，改属咸阳地区行政公署。1964年，因用字生僻難認而改称彬县。1983年4月，咸阳地区改为省辖咸阳市，彬县成为咸阳市属县。2018年5月，经国务院批准，同意撤销彬县，设立县级彬州市，由陕西省直辖，咸阳市代管。。

## 行政区划
彬州市下辖2个街道办事处、8个镇：
城关街道、豳风街道、北极镇、新民镇、龙高镇、永乐镇、义门镇、水口镇、韩家镇和太峪镇。

## 人口
第七次全国人口普查彬州市主要数据情况如下：全市常住人口为300226人。与2010年第六次全国人口普查的323256人相比，十年共减少23030人,年均增长率为-0.74% 。

## 交通
- 福银高速、 菏宝高速、 312国道、 342国道、 306省道和西平铁路、银西高速铁路。

## 经济社会发展
根据《关中——天水经济区发展规划》，彬县被定位为三级城市，属咸阳市的“次区域中心城市”。
2020年，彬州市地区生产总值（GDP）216亿元。
2020年，彬州市入选第六届全国文明城市。

## 名胜古迹
- 開元寺塔：位于彬州市，又称“雷峰塔”，俗称“彬县塔”，2001年被列为第五批全国重点文物保护单位。
- 大佛寺 (彬州市)石窟：位于彬州市，1988年被列为第三批全国重点文物保护单位    。2014年成功入选“丝绸之路世界文化遗产”。